# Menhire von Maupertus-sur-Mer

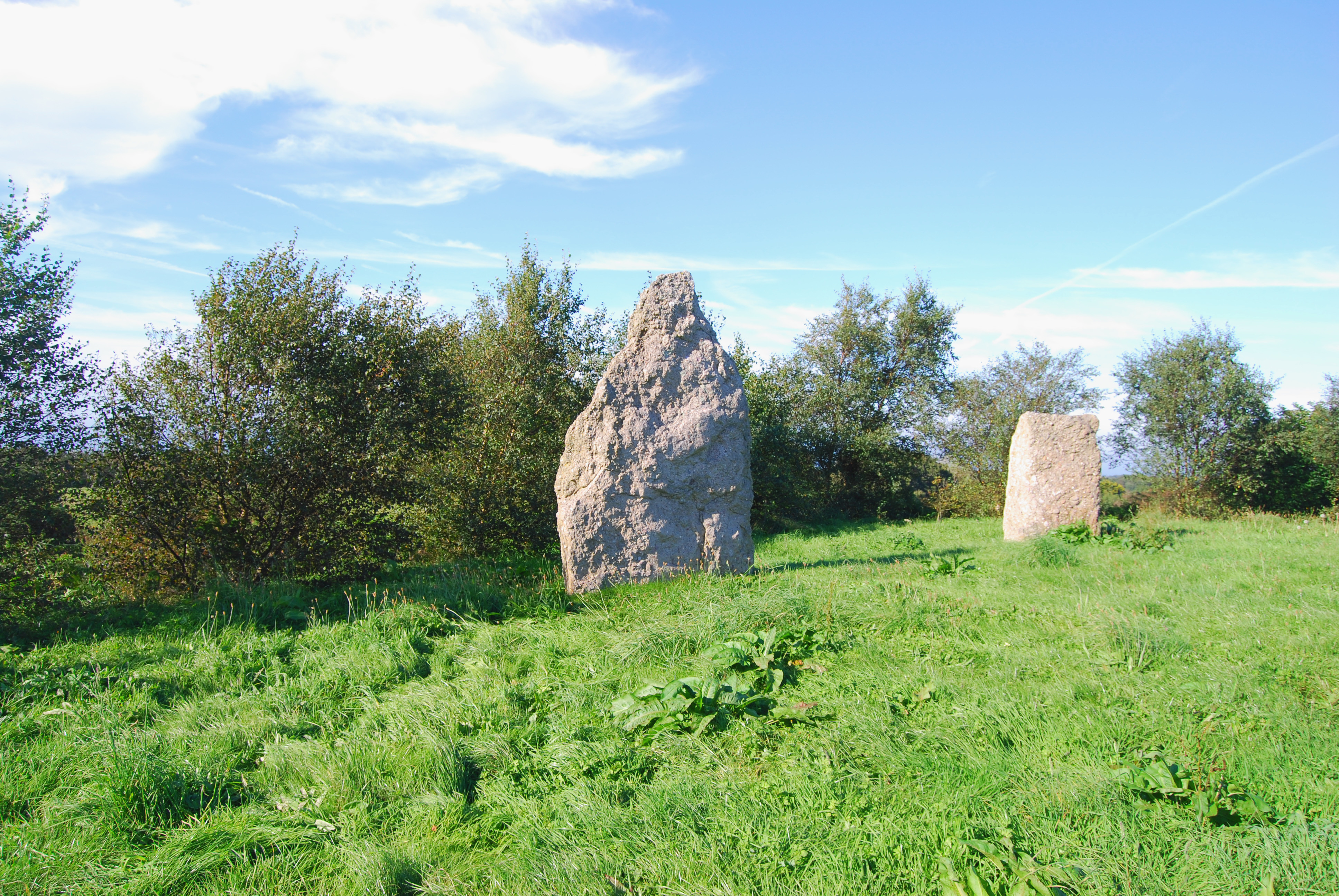
Grande und Petite Pierre

Die drei Menhire von Maupertus-sur-Mer stehen westlich des Ortes Maupertus-sur-Mer und des Flughafens Cherbourg-Maupertus und im Ort, bei Cherbourg im Département Manche in der Normandie in Frankreich.
An der Straße D611, westlich des Flughafens stehen der „Grande und Petite Pierre“ von Maupertus-sur-Mer. Ursprünglich waren die beiden Menhire Teil eines Tumulus, der während des Zweiten Weltkriegs abgetragen wurde, um Platz für den Flugplatz zu schaffen. 1997 wurden die Steine nahe der Straße wieder aufgerichtet.
La Grande Pierre (49° 39′ 18″ N, 1° 29′ 20,3″ W) hat etwa 4,0 Meter Höhe und ist an der Basis etwa 2,0 Meter breit. Er verjüngt sich zur Spitze hin. La Petite Pierre (49° 39′ 18,2″ N, 1° 29′ 20,2″ W) ist rechteckig und ist 2,5 bis 3 Meter hoch, wobei es so aussieht, als ob seine Spitze abgebrochen ist.
La Grande Pierre ist seit 1889 als Monument historique geschützt.
In Maupertus-sur-Mer an der Straße „Hameau de Haut“ steht ein über 2,5 m hoher schlanker, stark abgewitterter Menhir aus Granit, der als eine Art Torpfosten benutzt wird, aber nicht registriert ist (49° 39′ 25,2″ N, 1° 28′ 56,4″ W).